# Serenade

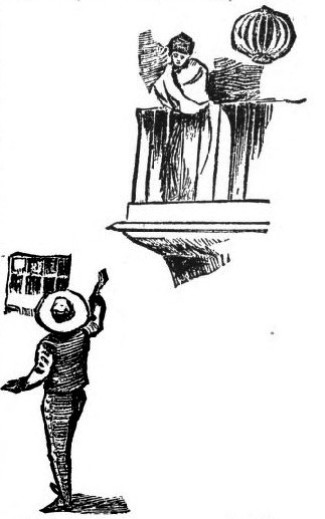
Serenade

Serenade (hay Serenata) là một thể loại âm nhạc nhẹ nhàng, thường do nhạc cụ tấu lên vào buổi chiều như một cách vinh danh gửi lời ưu ái đến một người. Vì nhạc khúc này chủ ý là tấu vào buổi chiều - tối nên tiếng Việt dịch là khúc nhạc chiều hay mộ khúc. Một bản Serenade thường có cấu trúc nhiều chương, khoảng từ bốn đến lên đến mười chương.

## Lịch sử
Ý nghĩa được sử dụng lâu đời nhất của serenade từ trước đến nay được xem như là một lời chào bằng âm nhạc, lời tỏ tình với phụ nữ qua của sổ vào buổi tối bắt đầu trong thời kỳ trung cổ, được thể hiện bởi người nghệ sĩ sử dụng một nhạc cụ và hát. Trong thời kỳ Barocco, thường được gọi là serenata theo tiếng Ý thường được tổ chức cho những buổi tiệc với nhiều ca sĩ và dàn nhạc biểu diễn ngoài trời vào buổi tối.

## Một số nhà soạn nhạc nổi bật
- Alessandro Stradella
- Alessandro Scarlatti
- Johann Joseph Fux
- Johann Mattheson
- Antonio Caldara
- Wolfgang Amadeus Mozart
- Johannes Brahms
- Antonín Dvořák
- Pyotr Ilyich Tchaikovsky
- Josef Suk
- Edward Elgar
- Hugo Wolf
- Richard Strauss
- Max Reger
- Jean Sibelius
- Benjamin Britten
- Igor Stravinsky
- Arnold Schoenberg
- Dmitri Shostakovich
- Ralph Vaughan Williams
- Leonard Bernstein
- Franz Schubert